# Гентская красавица
«Ге́нтская красавица» (фр. La jolie fille de Gand) — большой балет в трёх актах, девяти картинах балетмейстера Альбера на музыку Адольфа Адана, либретто Альбера и Анри де Сен-Жоржа. Премьера спектакля состоялась в Королевской академии музыки, на сцене театра Ле Пелетье 22 июня 1842 года. Авторы оформления — Пьер Сисери, Рене Филастр и Шарль Камбон, костюмы Поля Лормье. Главные партии исполнили Карлотта Гризи (Беатриса), Адель Дюмилатр (Агнесса, её сестра) и Люсьен Петипа (Бенедикт). Сам балетмейстер, вероятно, исполнил роль Сан-Люкара.

## Премьера
Либретто Сен-Жоржа и Альбера было скроено с оглядкой на Эжена Скриба: сценаристы начинили три акта своего балета множеством эффектов. Действие происходило то в Генте, то в Венеции. Балет следовал тенденциям романтизма, где в центре внимания был герой с его неповторимым чувствованием. Погоня протагониста за мечтой, оборачивающая жизненным крахом, в целом повторяет мотивы «Сильфиды» (1832) — за исключением того, что здесь история не имеет ничего общего с волшебством и заканчивается «хеппи-эндом»:
Влюбившись в маркиза, Беатриса убегала с ним из дома. Отец настигал их на маскарадном балу в Венеции и проклинал дочь. Беспутный маркиз проигрывал свою любовницу в карты, а затем убивал соперника. Вернувшись в родной Гент, героиня попадала на свадьбу сестры со своим бывшим женихом, после чего в отчаянии бросалась с утёса – и затем неожиданно просыпалась в объятиях семьи и возлюбленного.
Спектакль отличался своим богатым оформлением, над которым работали такие мастера, как Сисери, Камбон, Филастр и Лормье (предыдущей работой Сисери и Лормье была «Жизель»). Критики отмечали живость, непринуждённость и грациозность музыки Адана — особое одобрение встретили изящное па с колокольчиками и стремительный галоп.
В 1844 году Альбер поставил «Гентскую красавицу» в Лондоне, в театре «Друри-Лейн». Год спустя сотрудничество балетмейстера и композитора имело успешное продолжение — в 1845 году в том же театре хореограф поставил балет Адана «Мраморная красавица» (в октябре 1847 года балетмейстер Сен-Леон переставил его на сцене парижской Оперы, использовав музыку Цезаря Пуни).

## Дальнейшая жизнь спектакля
Через год с небольшим после премьеры, в октябре 1843 года, главная партия, созданная для Гризи, перешла к Адель Дюмилатр, танцевавшей на премьере добродетельную Агнессу — и легкомысленная Беатриса в её исполнении «потеряла своё обаяние».
В самом начале 1845 года в Париж прибыла детская труппа «Венских танцовщиц» под управлением Жозефины Вайс. Из тридцати шести девочек самой старшей было двенадцать, самой младшей — пять. Для их дебюта в Опере, состоявшегося 15 января в «Гентской красавице», в балет были вставлено три номера: в картине кермессы (I акт) появилась аллеманда, в сцене бала (II акт) — венгерский танец, оргия из III акта дополнилась танцем цветов. Теофиль Готье, опубликовавший 20 января восторженный отчёт о выступлении «маленького кордебалета», достаточно подробно описал их костюмы и танцы. Согласно его словам, в III акте «энтузиазм публики достиг вершины»:
Поистине невозможно вообразить, что проделывали с гирляндами ученицы г-жи Вайс. То были двойные, тройные, перекрещивающиеся арки, корзинки, сетки, всевозможные арабески узора, сквозь который с быстротой колибри носились все эти крошечные Тальони, Эльслер и Карлотты… Думается, трудно было бы заставить кордебалет Оперы исполнить такого рода па.
В марте 1845 года специально для миланских гастролей Фанни Эльслер «Гентскую красавицу» поставил в «Ла Скала» балетмейстер Антонио Кортези, одновременно Перро перенёс сюда для неё свою «Эсмеральду». Посетив в апреле Вену, а затем Брешию, Виченцу и Больнью, Эльслер до зимы задержалась в Риме. Здесь префект полиции запретил исполнять «Эсмеральду» вследствие «аморальности» сюжета, и балерина выступала в «Гентской красавице», «Жизели» и «Безумии художника».

## Галерея

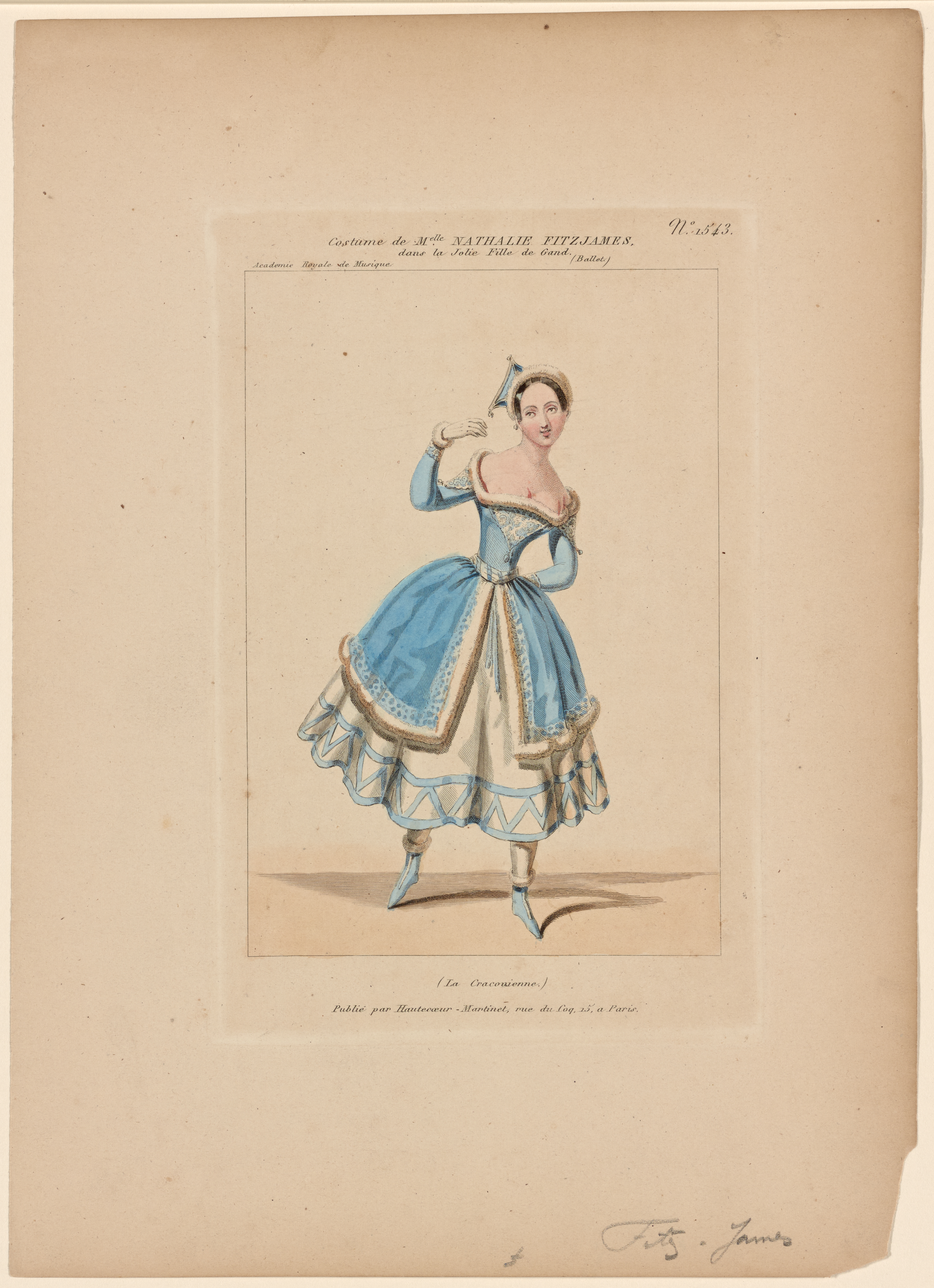
Эскиз костюма для Натали Фицджеймс в «краковянке», гравюра, раскрашенная акварелью.
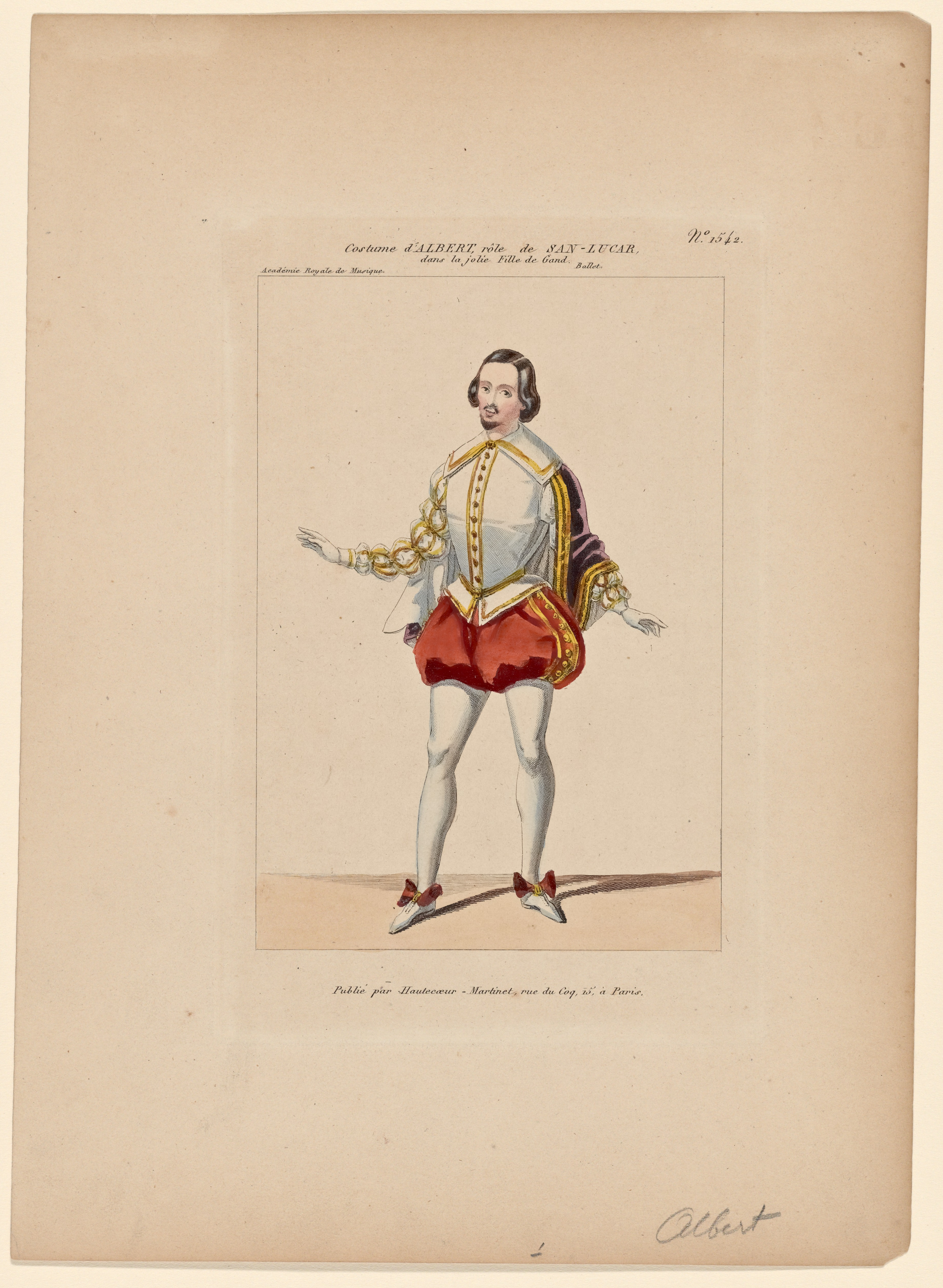
Эскиз костюма Сан-Люкара для Альбера, гравюра, раскрашенная акварелью.
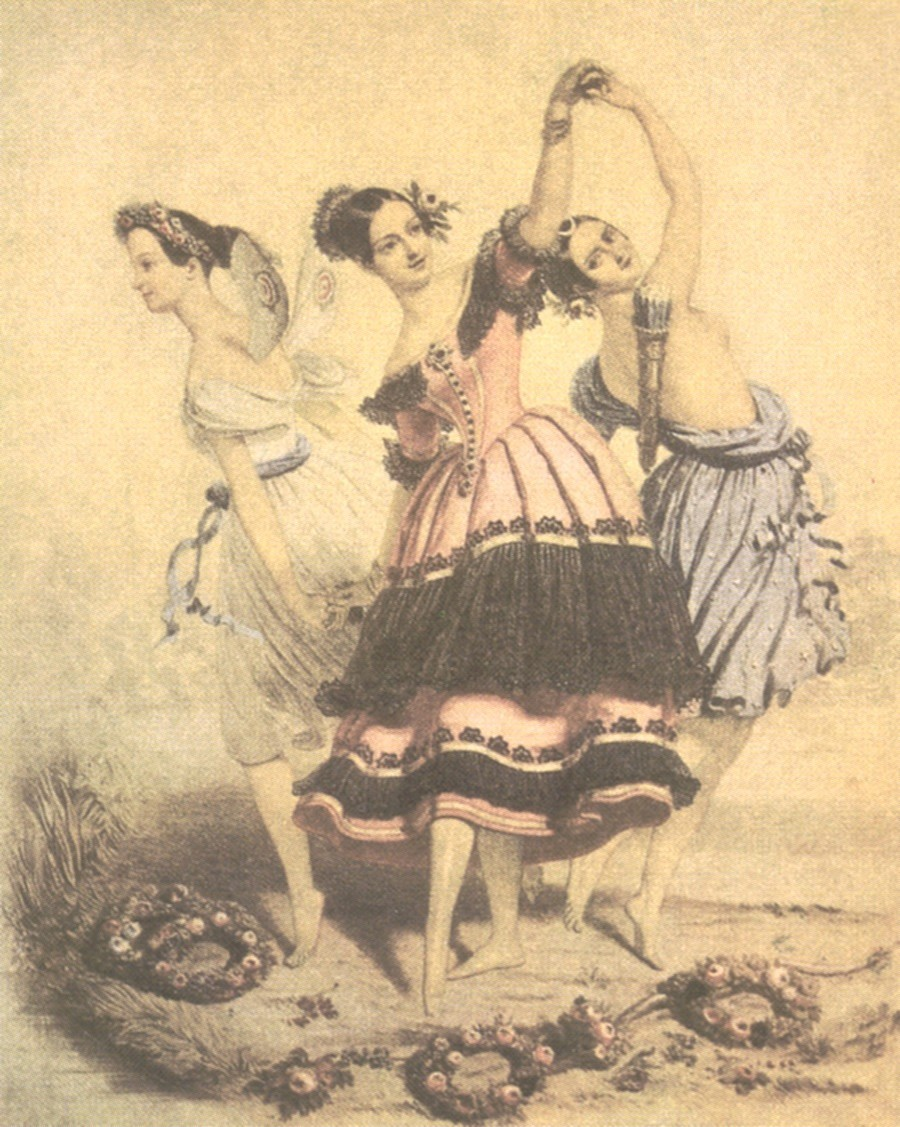
«Три грации», литография Альфреда Шалона — Тальони в «Сильфиде», Эльслер в Качуче и Гризи в «Па Дианы-охотницы» из «Гентской красавицы».
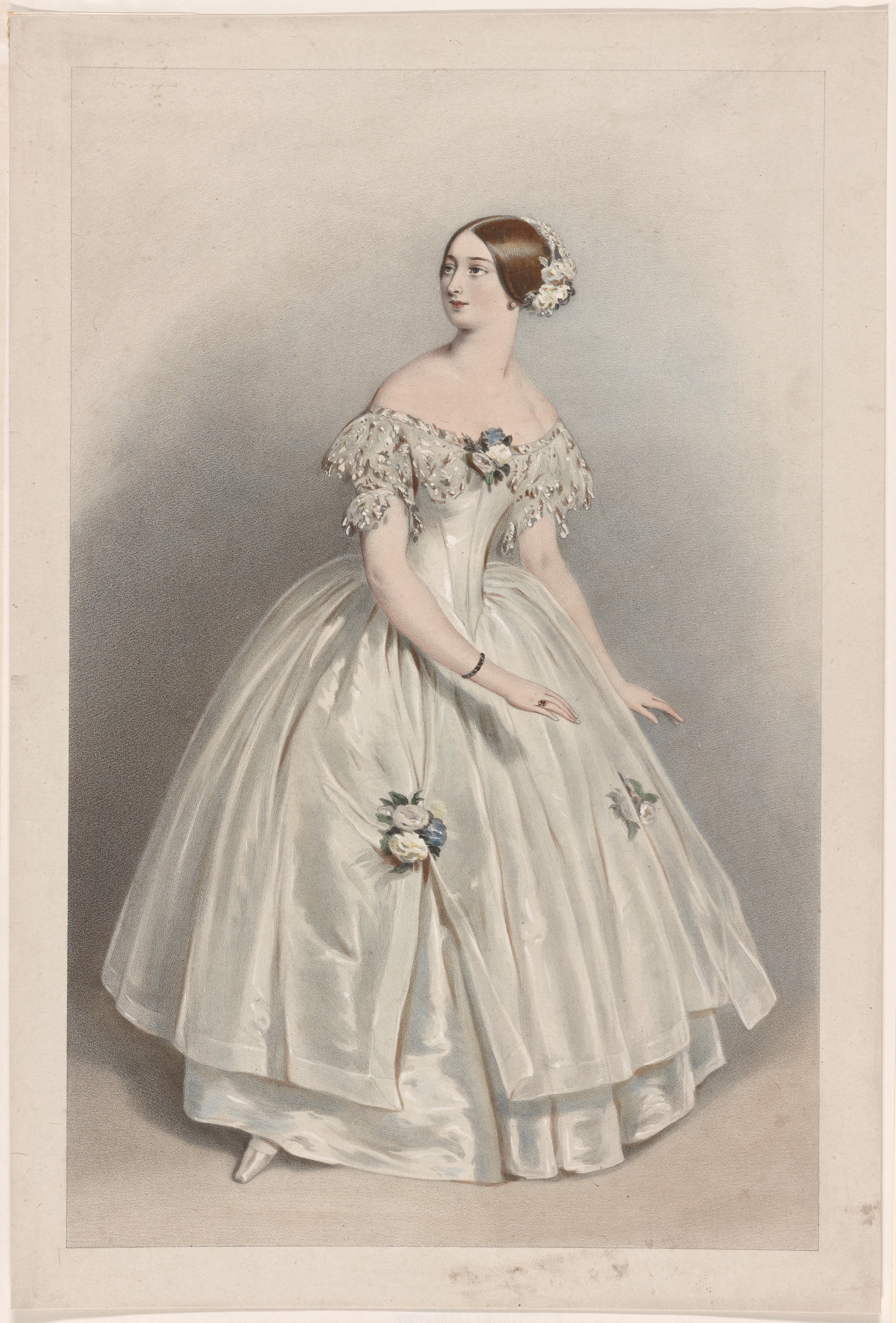
Неизвестная исполнительница в постановке театра «Друри-Лейн», литография 1844 года.
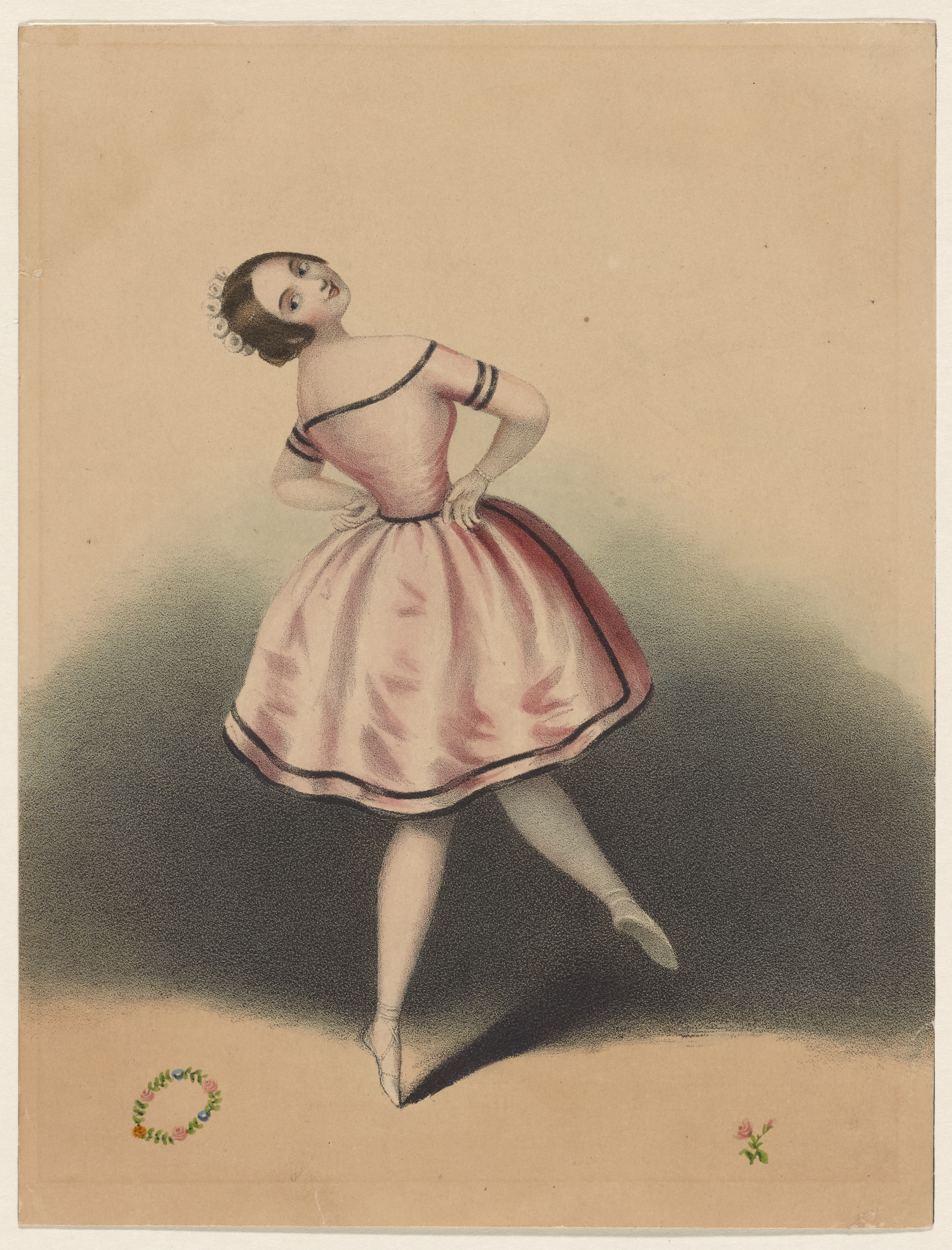
Клара Вебстер в постановке театра «Друри-Лейн», литография 1844 года.